# Claudio Corti
Claudio Corti, nascido a 1 de março de 1955 em Bergamo, Lombardia, é um antigo ciclista italiano, convertido em director desportivo. Antigo director desportivo do Barloworld, converteu-se em manager da equipa Colômbia-Coldeportes. Em 1977 foi campeão do mundo em categoria amador.

## Palmarés
1977
- Baby Giro
- Troféu Alcide Degasperi

1980
- Giro do Friuli

1984
- Giro do Friuli
- 2º no Campeonato do Mundo em Estrada

1985
- Campeão da Itália em estrada
- Troféu Melinda
- Giro da Romagna
- Giro do Veneto

1986
- Campeão de Itália em Estrada
- Giro de Toscana
- Grande Prémio Cidade de Camaiore

1987
- Giro do Trentino

1988
- Coppa Sabatini